# Linia tramwajowa Alessandria – Altavilla Monferrato
Linia tramwajowa Alessandria – Altavilla Monferrato – istniejąca w latach 1883–1935 linia tramwaju międzymiastowego, która łączyła Alessandrię z Altavillą Monferrato przez gminy Solero, Quargnento i Fubine Monferrato we Włoszech.

## Historia
22 lipca 1882 r. Domenico Bellisomi złożył wniosek do prefekta Alessandrii o wydanie dekretu zezwalającego na budowę linii tramwajowej między Alessandrią a Altavillą Monferrato. Koncesja na budowę linii została udzielona 2 grudnia dla przedsiębiorcy Vincenzo Remottiego, który przejął obowiązki Bellisomiego i który pokonał konkurenta, znanego francuskiego bankiera Alfonso Raoula Berrier-Delaleu. Jazdy próbne na linii przeprowadzono 23 sierpnia 1883 roku a pięć dni później tramwaj rozpoczął regularne kursowanie.
Dekretem ministerialnym z 18 lutego 1896 r. Remotti uzyskał zezwolenie na budowę i eksploatację linii tramwaju parowego z Asti do Montemagno, otwartej w 1900 r. W Altavilli Monferrato linia ta łączyła się z liniami z Alessandrii i Casale Monferrato. Zarządzanie liniami prowadzącymi do Altavilla Monferrato powierzono przedsiębiorstwu Società Anonima delle Tramvie Astigiane, które zostało założone w 1897 r. w celu budowy i obsługi linii Asti-Montemagno. W 1908 r. firma zmieniła nazwę na Società Astese-Monferrina di Tramvie e Ferrovie (SAMTF).
W 1926 r. SAMTF przeszła pod zarząd państwowy. Opracowano projekt modernizacji linii tramwajowej, przewidujący jej całkowitą przebudowę na towarową linię kolejową o standardowym rozstawie torów, obsługiwaną wagonami spalinowymi.
1 lipca 1932 r. wygasł zarząd prowincjonalny (w międzyczasie przejęty od zarządu państwowego) i został zastąpiony przez zarząd przedsiębiorstwa Società Anonima Ferrovie Elettriche Riunite (FER). Przedsiębiorstwo to przedstawiło projekt elektryfikacji linii tramwajowej. Próby te nie powiodły się i 30 grudnia 1935 r. linia, wraz z innymi należącymi do FER (upadłego w tym samym roku), została zamknięta i zastąpiona przez autobusy.

## Opis
Linia tramwajowa była jednotorowa o rozstawie szyn 1445 mm. Jej długość była równa 19,508 km. Maksymalne nachylenie trasy wynosiło 27,7‰, minimalny promień łuku 40 m, a maksymalna dopuszczalna prędkość 18 km/h.